# Pujaut
Pujaut é uma comuna francesa na região administrativa de Occitânia, no departamento de Gard. Estende-se por uma área de 23,5 km². Em 2010 a comuna tinha 4 162 habitantes (densidade: 177,1 hab./km²).